# Chang Yongxiang
Chang Yongxiang (常永祥S; 16 settembre 1984) è un lottatore cinese, specializzato nella lotta greco-romana.

## Palmarès

### Olimpiadi
- 1 medaglia:
  - 1 argento (Pechino 2008 nei 74 kg)

### Campionati asiatici
- 2 medaglie:
  - 1 oro (Jeju 2008 nei 74 kg)
  - 1 bronzo (Bishkek 2007 nei 74 kg)